# Noah Adedeji-Sternberg
Noah Adedeji-Sternberg (* 19. Juni 2005) ist ein belgischer Fußballspieler, der beim KRC Genk in der belgischen Division 1A spielt. Er spielt als Stürmer. 

## Hintergrund
Noah Adedeji-Sternberg ist der Sohn eines nigerianischen Vaters und einer deutschen Mutter. Er ist in Deutschland oder in Belgien geboren.

## Karriere
Sternberg begann mit dem Fußballspielen in der Jugend des Royal Antwerp und später bei Royal Excel Mouscron, Rot-Weiß Oberhausen und Borussia Mönchengladbach. Sein Division 1A-Debüt gab er am 17. Dezember 2024 gegen RWD Molenbeek. Schon 2023 hatte er für die belgische U-19-Nationalmannschaft gespielt.